# Боно
Пол Дејвид Хјусон (енгл. Paul David Hewson; Даблин, 10. мај 1960), познатији под уметничким именом Боно или Боно Вокс је ирски певач и музичар, члан групе U2.

## Одрастање
Рођен је као друго дете у породици. Детињство је провео у северном делу Даблина, Гласневину, што је било окружење средњег грађанског слоја. Живео је у типичној трособној кући, а најмања соба била је Бонова. Као дечак, Боно је био фасциниран шахом и уметношћу. Боно и његов старији брат Норман одрасли су с мајком Ајрис (рођена Ранкин), протестанткињом и оцем Робертом „Бобом“, римокатоликом. По договору родитеља, старији брат Норман је одгојен у англиканској, а млађи Пол (Боно) у римокатоличкој вери, но Боно је свеједно одлазио с мајком и у Ирску англиканску цркву.
Са 14 година погодила га је страшна трагедија; наиме, током дединог спровода умире му мајка. Неки тврде да је тај догађај увелико утицао на њега, те учинио да саосећа с људима који пате, одраста и сазрева раније, што се може ишчитати кроз текстове песама кроз каријеру: (I Will Follow, Mofo, Out of Control, Lemon, Tomorrow...).
Ја имам велики проблем са смрћу јер увек пред очима имам исту смрт, увек је моја мајка та која умире, увек наново губим средиште свемира и морам измислити нешто ново.— Боно
Боно је похађао школу Маунт темпл у Клонтарфу. Током одрастања, заједно са својим пријатељима био је члан банде „Липтон вилиџ“, где је упознао свог блиског пријатеља Гавина Фрајдеја Гагија, данас познатог ирског сликара. Једним од њихових ритуала било је додељивање надимака, па након многих варијанти, Штајнвиц фон Хвизман, Хвизман, па Хаусман, Бон Мареј, Боно Вокс ов О'Конел стрит, Боно добија надимак Боно Вокс по дућану Бонавокс са слушним апаратима у улици Талбот у Даблину. Надимак му је дао управо Гаги, јер је Боно певао тако гласно да се чинило да пева глувима. Првобитно му се надимак није свидео, но кад је сазнао латинско значење (добар глас), надимак је прихватио, да би од краја 1970-их био само Боно, како га данас зову породица и најближи пријатељи.